# 세아메카닉스
주식회사 세아메카닉스는 1999년에 설립된 금속 가공제품 제조업체이다.

## 사업
2025년부터 3년간 1900억 원대 규모로 LG에너지솔루션의 북미향 전력망 에너지저장장치(ESS)에 다이캐스팅 부품을 다음 달부터 공급을 추진하고 있다.